# (33660) Rishishankar
1999 JS91 (asteroide 33660) é um asteroide da cintura principal. Possui uma excentricidade de 0.05772750 e uma inclinação de 8.23384º.
Este asteroide foi descoberto no dia 12 de maio de 1999 por LINEAR em Socorro.